# Gardegan-et-Tourtirac
Gardegan-et-Tourtirac (okzitanisch Gardegan e Tortirac) ist eine französische Gemeinde mit 277 Einwohnern (Stand 1. Januar 2022) im Département Gironde in der Region Nouvelle-Aquitaine (vor 2016 Aquitaine). Sie gehört zum Arrondissement Libourne und zum Kanton Les Coteaux de Dordogne. Die Einwohner werden Gardeganais genannt.

## Lage
Gardegan-et-Tourtirac liegt etwa 18 Kilometer östlich von Libourne. Umgeben wird Gardegan-et-Tourtirac von den Nachbargemeinden Saint-Philippe-d’Aiguille im Norden, Les Salles-de-Castillon im Norden und Nordosten, Saint-Michel-de-Montaigne im Osten und Südosten, Belvès-de-Castillon im Süden, Sainte-Colombe im Südwesten sowie Saint-Genès-de-Castillon im Westen.

## Bevölkerungsentwicklung
| Jahr                      | 1962 | 1968 | 1975 | 1982 | 1990 | 1999 | 2010 | 2020 |
| Einwohner                 | 290  | 262  | 217  | 240  | 295  | 282  | 306  | 279  |
| Quelle: Cassini und INSEE |      |      |      |      |      |      |      |      |

## Sehenswürdigkeiten
- Kirche Saint-Martin in Gardegan aus dem 12. Jahrhundert, Monument historique seit 1925
- Kirche Saint-Pierre in Tourtirac aus dem 12. Jahrhundert, Monument historique seit 1925
- Schloss Pitray aus dem 19. Jahrhundert, seit 2010 Monument historique
- Die Allée couverte von Pitray liegt auf dem Gelände des Château de Pitray, am Rande eines Hügels, 750 m westlich von Gardegan-et-Tourtirac

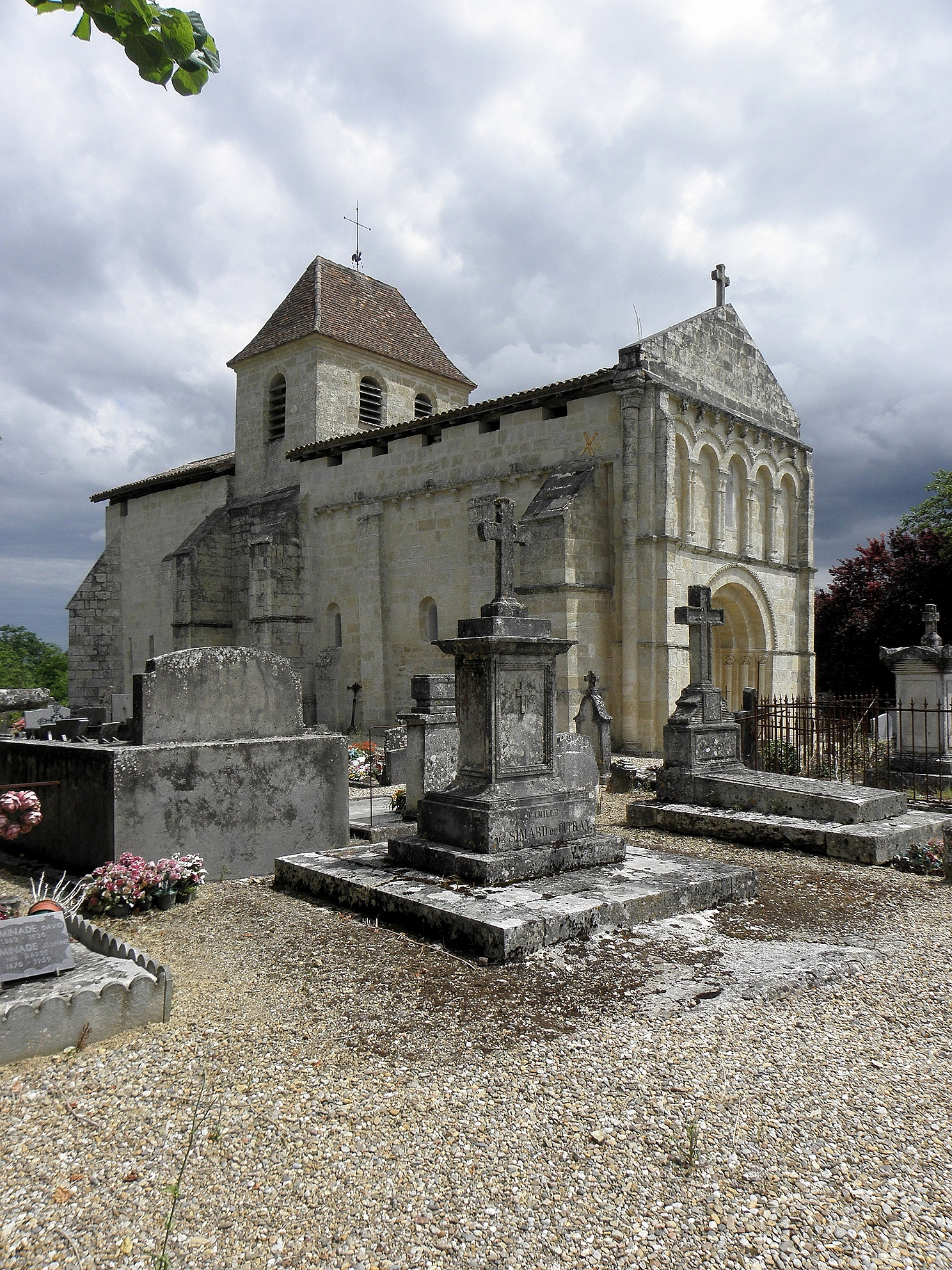
Kirche Saint-Martin
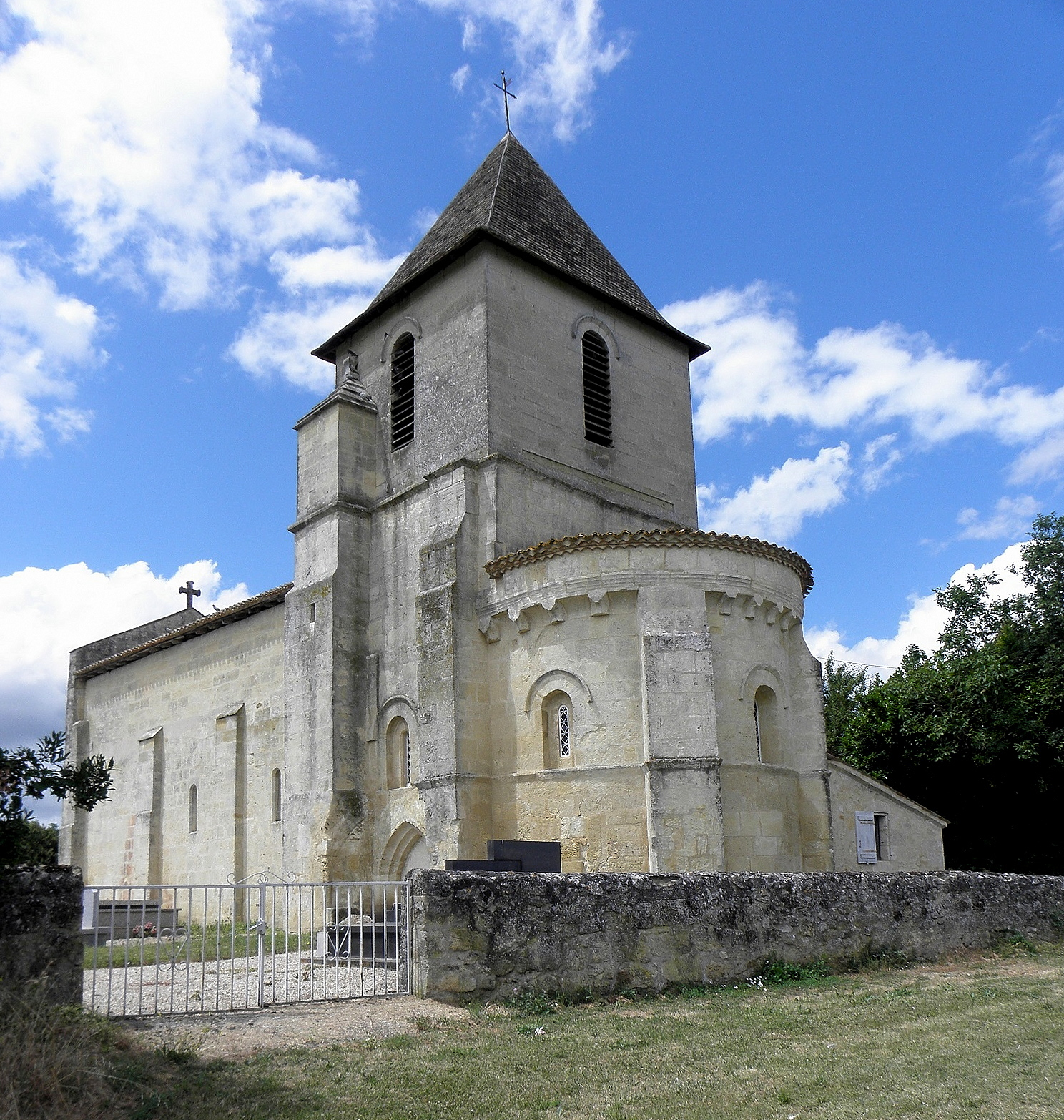
Kirche Saint-Pierre
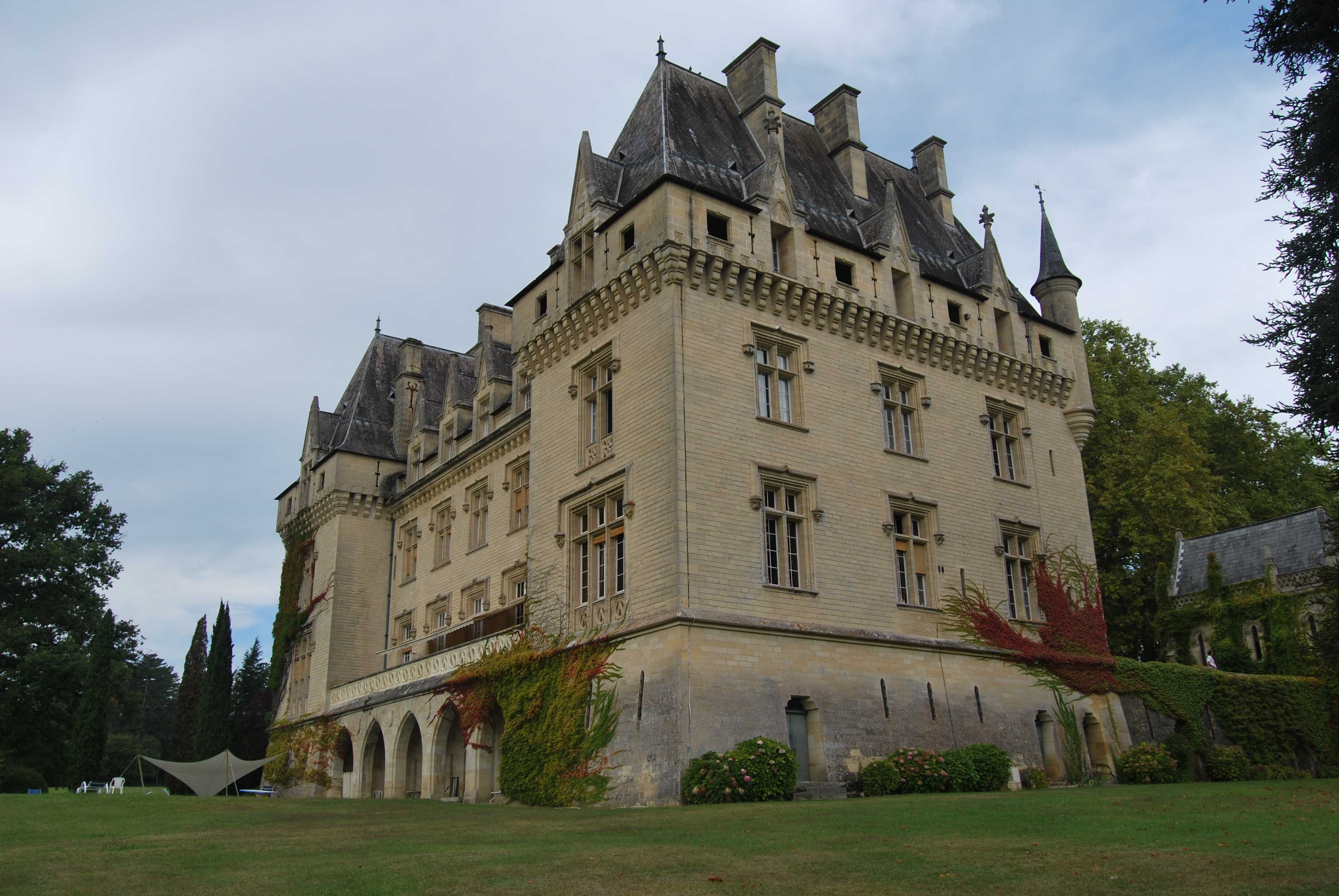
Schloss Pitray